# I. Fliegerkorps
I. Fliegerkorps var en tysk flygkår under andra världskriget. Den sattes upp i Köln den 11 oktober 1939 från 1. Flieger-Division. Omvandlades till Luftwaffenkommando Don den 26 augusti 1942 för att understödja den nya Armégrupp Don. Återskapades som I. Fliegerkorps den 17 februari 1943 för att slutligen omvandlas till 18. Flieger-Division den 4 april 1945.

## Inasionen av Frankrike

### Organisation
Kårens organisation den 15 maj 1940:
- Kampfgeschwader 1
- Kampfgeschwader 76
- Kampfgeschwader 77
- Aufklärungsstaffel 3.(F)/122

## Slaget om Storbritannien
Deltog i slaget om Storbritannien som en del av Luftflotte 2.

### Organisation
- - Kampfgeschwader 1 Rosieres-en-Santerre, (Generalmajor Karl Angerstein)[2]
    - I. Gruppe,  Heinkel He 111,  Montdidier,  Major Ludwig Maier
    - II. Gruppe,  Heinkel He 111,  Montdidier,  Oberstleutnant Benno Kosch
    - III. Gruppe,  Dornier Do 17,  Rosieres-en-Santerre,  Major Hans Steinwig/ Major Willibald Fanelsa

  - Kampfgeschwader 76 Cormeilles-en-Vexin, (Oberst Stefan Frölich)
    - Stab. Gruppe,  Heinkel He 111,  Cormeilles-en-Vexin,  Oberstleutnant Frölich
    - I. Gruppe,  Dornier Do 17,  Beauvais,  Hauptmann  Alois Lindmayr
    - II. Gruppe,  Junkers Ju 88,  Creil,  Major Friedrich Möericke
    - III. Gruppe,  Dornier Do 17,  Cormeilles-en-Vexin,  Major Franz Von Benda

  - Aufklärungsgruppe 122 (Long-range reconnaissance) 
    - 5. Staffel,  Junkers Ju 88, Heinkel He 111, Dornier Do 17P, Haute-Fontaine, Hauptmann Bohm

## Befälhavare
Kårchefer:
- Generaloberst Ulrich Grauert   (11 okt 1939 - 15 maj 1941)
- General der Flieger Helmuth Förster   (15 maj 1941 - 23 aug 1942)
- General der Flieger Günther Korten   (23 aug 1942 - 26 aug 1942)
- General der Flieger Günther Korten   (17 feb 1943 - 1 apr 1943)
- Generalleutnant Alfred Mahnke   (1 apr 1943 - 25 jun 1943)
- Generalleutnant Karl Angerstein   (25 jun 1943 - 6 nov 1943)
- General der Flieger Paul Deichmann   (7 nov 1943 - 3 apr 1945)

## Högkvarter
| Datum              | Ort              |
| ------------------ | ---------------- |
| 10.39 - 5.40       | Köln             |
| 27.5.40            | Havrincourt      |
| 1.7.40 - 6.41      | Beauvais         |
| 6.41 - 7.41        | Gumbinnen        |
| 7.41 - 9.41        | Schaulen         |
| 9.41 - 19.7.42     | Roupti           |
| 19.7.42 - 26.8.42  | Poltava          |
| 26.8.42 - 12.42    | Charkiv          |
| 12.42              | Starobelsk       |
| 31.3.43 - 14.10.43 | Simferopol       |
| 14.10.43 - 11.43   | Nikolajev        |
| 11.43 - 12.43      | Simferopol       |
| 12.43 - 2.44       | Kirovograd       |
| 2.44 - 14.3.44     | Pervomaisk       |
| 14.3.44 - 16.3.44  | Grijowe          |
| 16.3.44 - 5.4.44   | Odessa           |
| 6.4.44 - 8.44      | Focșani          |
| 8.44 - 14.9.44     | Görgenyoroszfalu |
| 14.9.44 - 10.44    | Goergeny         |
| 10.44 - 1.11.44    | Nyiregyhaza      |
| 1.11.44 - 1.12.44  | Abaujezanto      |
| 1.12.44 - 1.45     | Budapest         |
| 1.45 - 22.2.45     | Veszprem         |
| 23.2.45 - 3.45     | Steinamanger     |
| 3.45 - 4.45        | Wels             |